# Kwaidan ou Histoires et études de choses étranges
 (octobre 2020).
Si vous disposez d'ouvrages ou d'articles de référence ou si vous connaissez des sites web de qualité traitant du thème abordé ici, merci de compléter l'article en donnant les références utiles à sa vérifiabilité et en les liant à la section « Notes et références ».
Pour les articles homonymes, voir Kwaïdan.
Kwaidan ou Histoires et études de choses étranges (Kwaidan: Stories and Studies of Strange Things) parfois raccourci par Kawaidan (怪談, Kawaidan) est un ouvrage de Lafcadio Hearn contenant une compilation de kaidan, des histoires de monstres et de fantômes, rapportés des quatre coins Japon, ainsi qu’une brève études sur les insectes. Ce recueil a notamment été utilisé comme base pour le film Kwaïdan de Masaki Kobayashi en 1965.

## Histoires
Lafcadio Hearn a déclaré dans l'introduction de la première édition de cet ouvrage, écrite le 20 janvier 1904, peu de temps avant sa mort, que la plupart des histoires ont été traduites à partir de vieux textes japonais, possiblement avec l'aide de sa femme, Setsu Koizumi.
Une de ces histoires, Celle de la Yuki-onna lui a été dite par un fermier de la province de Musashi et ce serait, à la connaissance de Hearn, sa première archive. Celle de la Riki-baba est basé sur une expérience personnelle et Hi-mawari a l'apparence d'expériences de son enfance, du fait qu'il est narré à la première personne et se déroule dans le pays de Galles rural.

## Études sur les insectes
La seconde moitié du livre consiste en une collection de superstitions chinoises et japonaises sur les insectes, ainsi que des réflexions personnelles.